# Passerina rositae
Passerina rositae é uma espécie de ave da família Emberizidae.
É endémica do México.
Os seus habitats naturais são: florestas secas tropicais ou subtropicais , florestas subtropicais ou tropicais húmidas de baixa altitude e pântanos subtropicais ou tropicais.
Está ameaçada por perda de habitat.